# Scherzo nr. 2
Het Scherzo nr. 2 in bes mineur, op. 31 is een eendelige compositie van Frédéric Chopin, geschreven en uitgegeven in 1837. Dit scherzo is opgedragen aan gravin Adèle Fürstenstein.

## Vorm
De grote vorm is A-B-A-coda. Het markante geheimzinnige begin is met de tempoaanduiding "Presto" gemarkeerd en staat in de toonsoort bes mineur. Merk hierbij op dat het meeste van dit werk verderop geschreven is in Des majeur of As majeur; het rustiger middengedeelte (het "Trio") met de aanduiding "Sostenuto" staat in A majeur.
Het stuk opent met een laag, duister motief in de hoofdtoonsoort bes mineur. Dit motief bestaat uit twee gearpeggieerde akkoordjes die pianissimo gespeeld moeten worden. Na een korte pauze barst het stuk los in een set fortissimo akkoorden in de hoogte en keert terug naar de zachte beginakkoordjes. Daarna vervolgt het werk in een serie arpeggio's die leiden naar een stuk met de aanduiding "Con anima", vervolgens hoort men het lieflijke B-gedeelte (trio), een zoete cantabile melodie op een begeleiding van golvende achtsten, daarna keert het woestere A-gedeelte weer terug. Net als Chopins eerste scherzo sluit ook dit werk in het coda virtuoos af.

## Anderen over dit werk
- Robert Schumann vergeleek dit werk met een gedicht van Byron:

...zo overlopend van tederheid, gedurfdheid, liefde en minachting...

- Volgens Wilhelm von Lenz, een leerling van Chopin had de componist hem verteld dat het bekende sotto voce openingsmotief een vraag is en de tweede frase het antwoord:

Voor Chopin kon het nooit vragend genoeg zijn, nooit zacht genoeg, nooit genoeg gewelfd als in een graftombe. Het moet een knekelhuis zijn.

- James Huneker schreef:

Wat een meesterlijk schrijven, en het ligt precies in het hart van de piano! Honderd generaties zullen deze pagina's niet kunnen verbeteren.